# Ozan Yanar
Ozan Göksu Yanar, född 3 maj 1987 i Istanbul, är en finländsk politiker (Gröna förbundet). Han är ledamot av Finlands riksdag sedan 2015. Till utbildningen är han politices kandidat.
Yanar blev invald i Finlands riksdag i riksdagsvalet i Finland 2015 med 4 196 röster från Helsingfors valkrets.